# Tolvan Holed Stone

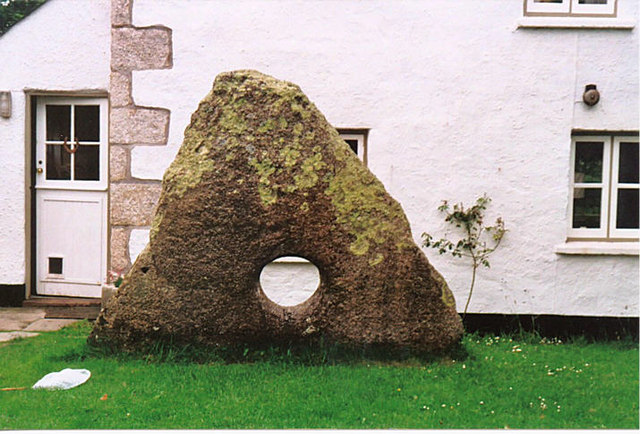
Am Farmhaus Tolvan Cross steht der Tolvan-Stein

Der dreieckige Tolvan Holed Stone (oder Tolvan Cross) ist ein ungewöhnlich geformter etwa dreieckiger Megalith. Er ist etwa 2,15 m hoch – wie tief er in der Erde steckt, ist unbekannt. Sein kreisrundes Loch hat 43 cm Durchmesser. Er steht etwa 800 m nördlich von Gweek in der Nähe von Helston in Cornwall in England, hinter dem Farmhaus Tolvan Cross. Der leicht geneigte Lochstein ist von der Straße aus nicht zu sehen.
Der Stein soll Heilkräfte besitzen. Insbesondere garantiert er gemäß der Legende frisch Vermählten Fruchtbarkeit – allerdings nur, wenn sich die Partner nackt durch das Loch quetschen.